# Nokia X3-02
Nokia X3-02 (znana również pod nazwą Nokia X3 Touch and Type) – telefon komórkowy produkowany przez firmę Nokia. Jest to pierwszy telefon tego producenta zawierający zarówno dotykowy wyświetlacz, jak i tradycyjną "komórkową" klawiaturę numeryczną. Jest to też pierwszy dotykowy telefon firmy Nokia oparty na platformie Series 40. Wcześniejsze dotykowe telefony tego producenta, albo w ogóle pozbawione były klawiatury, albo dysponowały wysuwaną klawiaturą QWERTY i wszystkie oparte były na systemie operacyjnym Symbian S60v5.

## Funkcje
Najważniejszym elementem telefonu jest funkcjonalność touch and type czyli połączenie alfa-numerycznej (12 klawiszowej) klawiatury z ekranem dotykowym, za to bez klawiszy nawigacyjnych czy funkcyjnych. Oprócz tego telefon wyposażono w dostęp do sieci WLAN, HSPA, VoIP, aparat fotograficzny 5 Mpix, przeglądarkę internetową, obsługę technologii Flash Lite 3.0, interfejs Bluetooth 2.1 oraz obsługę środowiska Java 2.1. Telefon obsługuje technologię USB On-the-Go, dzięki czemu może pracować jako hub USB.

## Specyfikacja techniczna
| Obudowa                         | |
| Masa                            | 77.4 g |
| Wymiary                         | 106.2 x 48.4 x 9.6 mm |
| Format                          | jednobryłowy |
| Wyświetlacz                     | TFT 262 tys. kolorów (18-bit), 240 x 320 pikseli, 2.4" |
| Typ baterii                     | BL-4S 3.7V 860 mAh |
| Wytrzymałość baterii            | Czas rozmów: 5.3 godziny (GSM), 3.5 godziny (WCDMA) Czas czuwania: 18 dni (GSM), 16 dni (WCDMA) |
| Pamięć                          | 64 MB |
| Slot kart pamięci               | microSD, do 32 GB. |
| Łączność                        | |
| Pasma                           | GSM 850 / GSM 900 / GSM 1800 / GSM 1900 / WCDMA 850 / WCDMA 900 / WCDMA 1900 / WCDMA 2100 |
| Bluetooth                       | , Profile A2DP, AVRCP, DUN, FTP, GAP, GAVDP, GOEP, HFP, HSP, OPP, PAN, PBAP, SAP, SDAP, SPP |
| Klient e-mail                   | IMAP4, POP3, SMTP |
| Transmisja Danych               | GPRS MSC 32 (RX+TX: 4+3, 3+2), EDGE (EGPRS): MSC 32 (RX+TX 4+3, 3+2), WCDMA 2100, prędkość maksymalna PS 128/384 kbit/s (UL/DL), CS 12.2 kbit/s, HSUPA, prędkość maksymalna 2.0 Mbit/s, HSDPA prędkość maksymalna 10.2 Mbit/s |
| WLAN                            | 802.11b (11 Mbit/s), 802.11g (54 Mbit/s), 902.11d, 802.11i, 802.11e, 802.11n |
| WAP / Przeglądarka              | HTML, WAP 2.0, WebKit Open Source Browser, XHTML |
| T9                              | T |
| MMS                             | MMS 1.2 / SMIL |
| Oprogramowanie                  | |
| Platforma                       | Series 40 6th Edition feature pack 1 |
| Profile                         | T |
| Alarm wibracyjny                | T |
| PC Sync                         | T |
| USB                             | Micro-USB |
| Wybieranie głosowe              | T |
| Dzwonki użytkownika             | T |
| Przenoszenie danych             | T |
| Flight Mode                     | T |
| Alarm                           | T |
| Kalkulator                      | T |
| Kalendarz                       | T |
| SyncML                          | T |
| Terminarz                       | T |
| Voice Memo                      | T |
| Gry                             | T |
| Obsługa Java                    | Java ME MIDP 2.1, CLDC 1.1 |
| Najnowsza wersja oprogramowania | 07.51 |
| Multimedia                      | |
| Radio FM                        | T |
| Odtwarzacz muzyki               | , obsługiwane formaty MP3, MP4, AAC, AAC+, eAAC+, WMA, WAV |
| Aparat fotograficzny            | , 5 Mpix (2592 x 1944) |
| Streaming Video                 | , 3GPP |
| Nagrywanie filmów               | QVGA / do 20 klatek na sekundę / formaty H.263 i MPEG4 |
| Gniazdo słuchawek               | MiniJack (3.5 mm) |
| Głośniki stereo                 | T |